# Burgstall Hoher Stein (Reckendorf)
Der Burgstall Hoher Stein ist eine abgegangene vermutlich hochmittelalterliche Adelsburg, die über dem Ort Reckendorf im Markt Heiligenstadt in Oberfranken im oberfränkischen Landkreis Bamberg in Bayern, Deutschland liegt.
Der Burgstall ist frei zugänglich.

## Geografische Lage

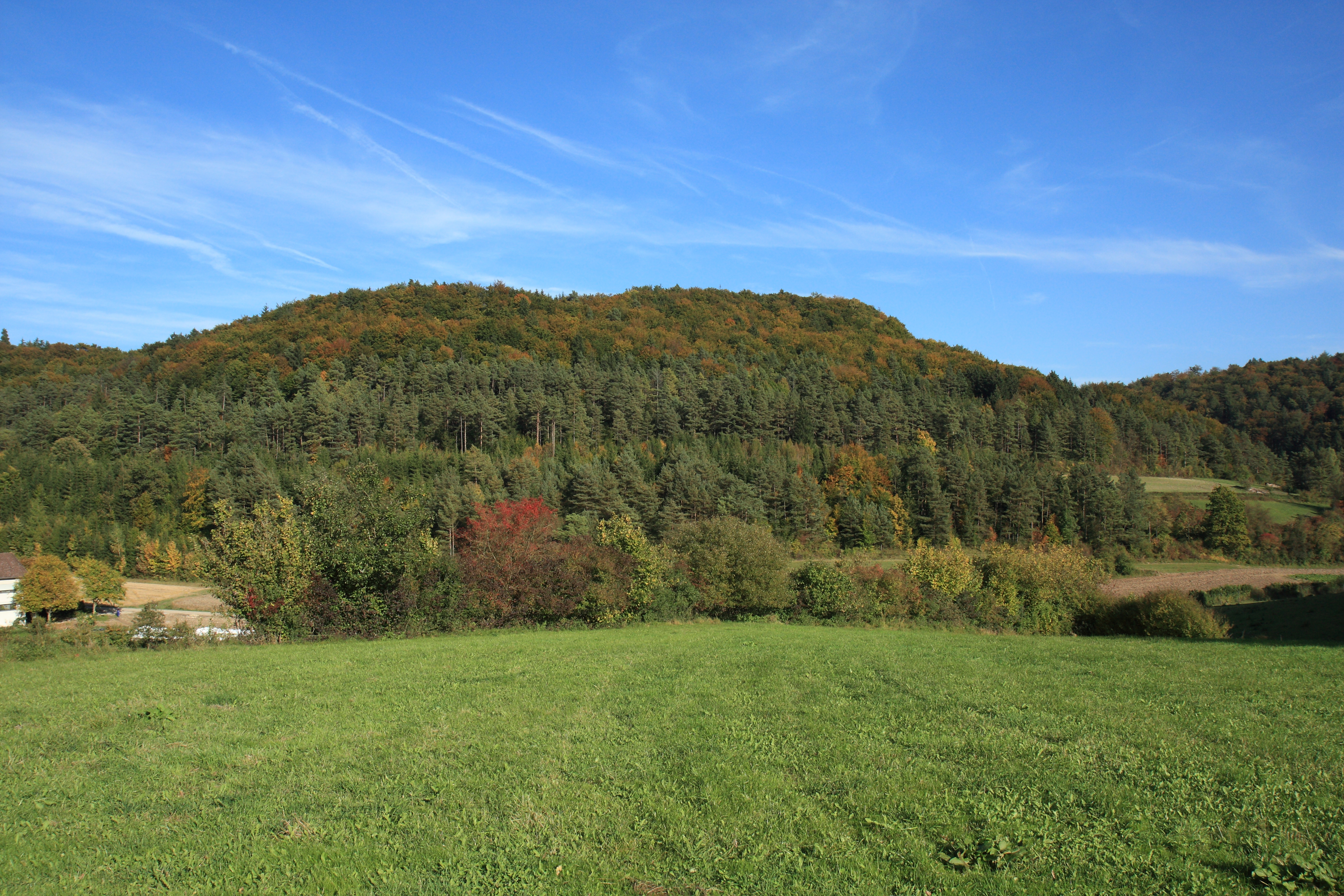
Ansicht des Hohen Steines aus westlicher Richtung

Die ehemalige Gipfelburg befindet sich im nordwestlichen Teil der Fränkischen Alb auf der 491,6 m ü. NN hohen Kuppe des als Hoher Stein bezeichneten Berges.
Der Hohe Stein liegt am östlichen Talrand des Neumühlbaches, der wenig südlich bei Heiligenstadt in das Tal der Leinleiter mündet. Der Burgstall befindet sich etwa 100 Meter über dem Tal, etwa 370 Meter nordnordöstlich der Ortsmitte von Reckendorf und circa 2100 Meter nördlich der evangelischen Pfarrkirche Sankt Michael in Heiligenstadt.
In der Nähe befinden sich noch weitere ehemalige mittelalterliche Burgen, unmittelbar südlich das Schloss Greifenstein, nordöstlich der Burgstall Heroldstein bei der Ortschaft Hohenpölz, westlich ein Burgstall auf dem Seigelstein südwestlich von Tiefenpölz, südwestlich die Burgställe Rothenstein und Schwedenfelsen auf dem Altenberg bei Burggrub, und ein Turmhügel in Zoggendorf.

## Geschichte der Burg

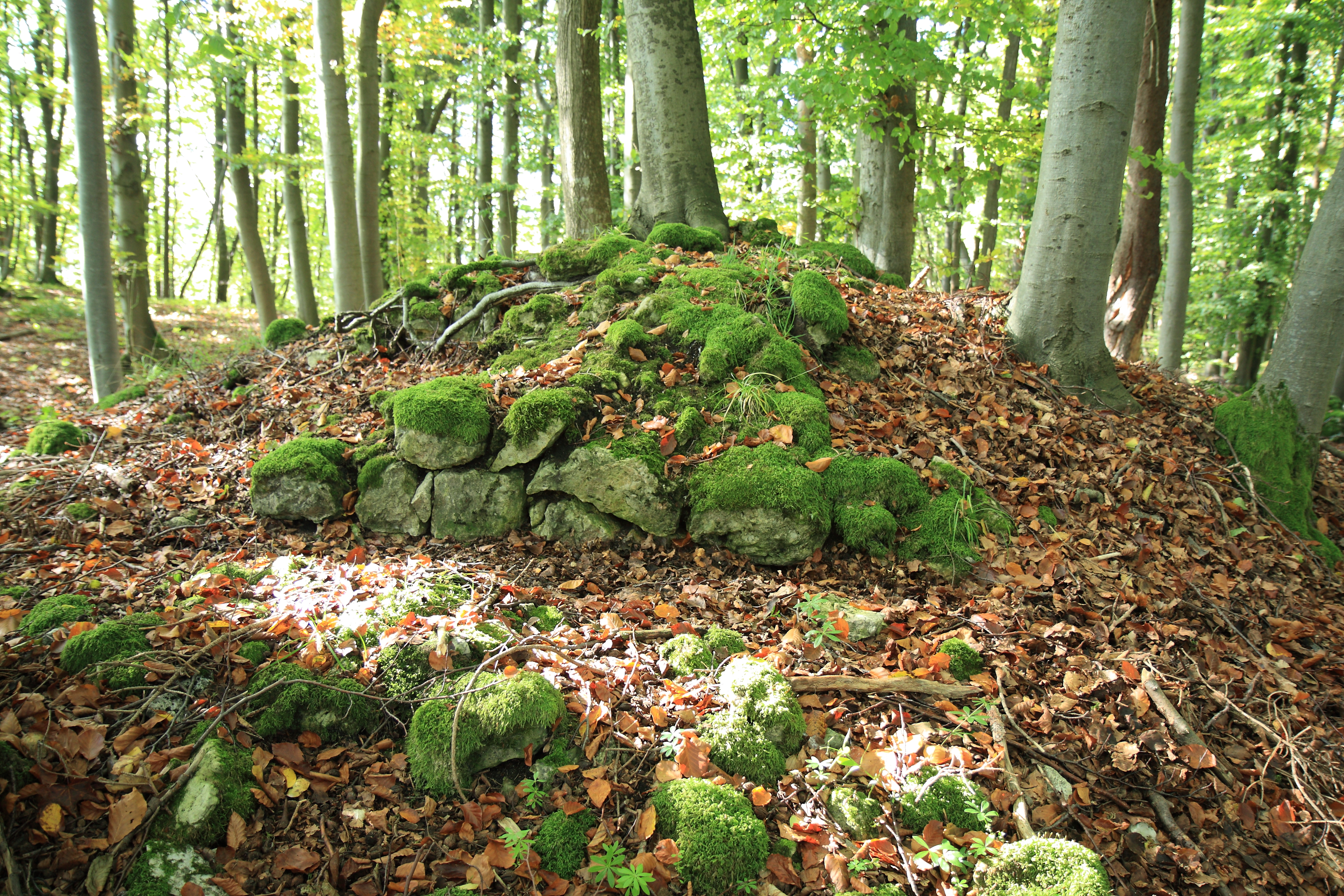
Mauerrest auf dem höchsten Punkt des Burgstalls

Über die Geschichte der ehemaligen Burg auf dem Hohen Stein ist nichts bekannt, auch nicht ihr ursprünglicher Name oder ihr Erbauer.
Heute ist die Stelle der abgegangenen Burg dicht bewaldet, erhalten sind nur ein Mauerrest und der Burggraben.
Das vom Bayerischen Landesamt für Denkmalpflege als „Höhensiedlung des Endneolithikums und Burgstall des Mittelalters“ erfasste Bodendenkmal trägt die Denkmalnummer D-4-6133-0014.